# Veres Gyula Alpár
Veres Gyula Alpár (Uzon, 1963. – 2014. december 2..) szobrász.
Az erdélyi Uzon (Románia) községben született. Tanulmányait a Marosvásárhelyi Képzőművészeti Középiskolában folytatta, majd a Bukaresti Képzőművészeti Főiskolán diplomázott szobrászat szakon 1987-ben. 1991-ben Magyarországon telepedett le, ahol feleségével, Csirpák Viktória szobrászművésszel Tokajban alkotott. 2014. december 2-án tüdőembóliában elhunyt.[forrás?]

## Művei
II. Rákóczi Ferenc-szobor
Közterületen áll Tokajban, évfordulóra készült, klasszikus stílusú, egész alakos bronzszobor. Műemléki besorolása: műemlék jellegű, városképi jelentőségű. 2003-ban készült el.
Báró Jósika Miklós-szobor
Közterületen áll a Szabolcs-Szatmár-Bereg vármegyei Napkorban. 1848-as témájú, modern stílusú, anyaga bronz, mészkő. Műemléki besorolása: műemlék jellegű, városképi jelentőségű. 2005-ben készült el.
gróf Andrássy Gyula mellszobor
Miskolcon, a Miskolci SZC Andrássy Gyula Gépipari Technikum előterében található Veres Gyula Alpár Andrássy Gyuláról készült mellszobra. (1996. Anyaga: bronz)